# Glabellula canariensis
Glabellula canariensis är en tvåvingeart som beskrevs av Frey 1936. Glabellula canariensis ingår i släktet Glabellula och familjen svävflugor.
Artens utbredningsområde är Kanarieöarna. Inga underarter finns listade i Catalogue of Life.